# Alþýðusamband Íslands
Alþýðusamband Íslands (ASÍ), er en faglig centralorganisation for manuelle arbejdere på Island, der blev grundlagt 12. marts 1916. ASÍ består af 64 fagforbund som organiserer arbejdere indenfor industrien, den offentlige sektor og dele af den private servicesektor. Organisationen er landets klart største fagforbund med 109 000 medlemmer ud af Islands samlede arbejdsstyrke på omkring 150 000. Leder siden 2023 er Finnbjörn A. Hermannsson.
ASÍ er medlem af International Labour Organization (ILO).

## Forbindelse til politiske partier
Samtidig med ASÍ blev Islands Socialdemokratiske Parti grundlagt som den islandske arbejderbevægelses politiske gren og de to organisationer arbejdede tæt sammen, men i midten af 1940'erne kappede partiet båndene til ASÍ for at kunne tiltrække nye vælgergrupper. Fra midten af 1950'erne havde organisationen nære relationer til venstrefløjspartiet Folkealliancen.